# Andrena sphecodimorpha
Andrena sphecodimorpha is een vliesvleugelig insect uit de familie Andrenidae. De wetenschappelijke naam van de soort is voor het eerst geldig gepubliceerd in 1942 door Hedicke.